# Bofors 57 mm L/70
Ne doit pas être confondu avec Bofors 57 mm L/60.
Les canons navals Bofors 57 mm L/70 sont une série de canons à double usage conçus et produits par le fabricant d'armes suédois AB Bofors (depuis mars 2005, partie de BAE Systems AB), conçue en 1964 comme une révision du lvakan 57mm/60 modèle 1951 gun utilisé sur les destroyers de la classe Halland. 
La production de la variante de référence 57 mm Mark I a commencé en 1966 et a été initialement utilisée pour équiper de plus petits bateaux de patrouille côtière et des bateaux d'attaque rapide. L'arme est contrôlée à distance par un ordinateur de contrôle de tir ; Cependant, à titre de mesure de redondance, l'équipage peut également faire fonctionner le canon en utilisant des tableaux de bord qui sont sur ou en contact direct avec le canon .  Bien que la marine royale suédoise soit la principale utilisatrice de l'arme, elle a été largement exportée par Bofors Defense pour être utilisée par les marines du Brunei, du Canada, de la Croatie, de la Finlande, de l'Indonésie, de l'Irlande, de la Malaisie, du Mexique, du Monténégro, de Singapour, de la Thaïlande et des États-Unis.
Le canon a été mis à niveau et amélioré à plusieurs reprises, d'abord le Mark II en 1981 qui a considérablement réduit la masse et introduit de nouveaux servo-stabilisateurs. Le Mark III est venu en 1995 avec des modifications apportées afin de permettre l'utilisation des munitions intelligentes .